# Nereide (sous-marin, 1933)
Pour les articles homonymes, voir Nereide (sous-marin).
Le Nereide (en français : Néréide) est un sous-marin de la classe Sirena (sous-classe de la Serie 600, en service dans la Marine royale lancé au début des années 1930 et ayant servi pendant la Seconde Guerre mondiale.

## Caractéristiques
La classe Sirena était une version améliorée et élargie des précédents sous-marins de la classe Argonauta. La marine italienne décida de commander la construction de la série Sirena alors que la série Argonauta était encore en cours de construction. Le projet initial n’a été que légèrement retouché, quelques améliorations sont apportées et la forme de la coque dans la partie avant est modifiée avec l'adoption de la proue a squalo (requin), caractéristique de tous les sous-marins du Genio Navale Bernardis.
Des études menées par le principal ingénieur de la marine, Pericle Ferretti, ont abouti à la fabrication, dans les années trente, de l'appareil « ML », précurseur du schnorchel. Ces installations, qui auraient apporté d’importantes améliorations en matière de sécurité, d’autonomie, de rapidité et de capacité d’attaque, ont été fabriquées dans le CRDA de Monfalcone en 1934-1935 et commencé à être équipés sur les type Sirena ; cependant, lorsque l'amiral Antonio Legnani devint commandant des sous-marins de la Marine royale en 1937, il fit enlever et démolir les « ML » car il les considéraient comme superflues.
Ils déplaçaient 691 tonnes en surface et 850 tonnes en immersion. Les sous-marins mesuraient 60,18 mètres de long, avaient une largeur de 4,66 mètres et un tirant d'eau de 4,66 mètres. Leur équipage comptait 36 officiers et hommes d'équipage.
Pour la navigation de surface, les sous-marins étaient propulsés par deux moteurs diesel Tosi de 675 chevaux (503 kW), chacun entraînant un arbre d'hélice. En immersion, chaque hélice était entraînée par un moteur électrique Marelli de 400 chevaux-vapeur (298 kW). Ces moteurs électriques étaient alimentés par une batterie d'accumulateurs au plomb composée de 104 éléments. Ils pouvaient atteindre 14 nœuds (26 km/h) en surface et 7,5 nœuds (13,9 km/h) sous l'eau. En surface, la classe Sirena avait une autonomie de 5 000 milles nautiques (9 300 km) à 8 nœuds (15 km/h). En immersion, elle avait une autonomie de 72 milles nautiques (133 km) à 4 nœuds (7,4 km/h).
Les sous-marins étaient armés de six tubes lance-torpilles de 53,3 centimètres (21 pouces), quatre à l'avant et deux à l'arrière, pour lesquels ils transportaient un total de 12 torpilles. Ils étaient également armés d'un seul canon de pont de 100 mm (3,9 in) (copie du canon de 10 cm K10 Škoda) à l'avant de la tour de contrôle (kiosque) pour le combat en surface. L'armement anti-aérien consistait en deux ou quatre mitrailleuses Breda Model 1931 de 13,2 mm.

## Construction et mise en service
Le Nereide est construit par le chantier naval Cantieri Riuniti dell'Adriatico (CDRA) de Monfalcone en Italie, et mis sur cale le 30 mai 1931. Il est lancé le 25 mai 1933 et est achevé et mis en service le 17 février 1934. Il est commissionné le même jour dans la Marine royale.

## Historique
A la fin de sa formation, le Néréide est affecté à la Xe Escadrille de sous-marins, basée à Brindisi.
De 1934 à 1937, il est employé pour l'entraînement le long de la côte italienne, effectuant également un long voyage d'entraînement en 1934.
Il participe clandestinement à la guerre civile d'Espagne en effectuant deux missions, de 17 et 14 jours, en février et septembre 1937 respectivement, toutes deux sans qu'aucune unité suspecte ne soit repérée,.
En 1938, il est transféré au 42e escadron de sous-marins, mais toujours basée à Brindisi, tandis qu'en 1939-1940, il est transféré à Tobrouk en Libye.
Lorsque l'Italie est entrée dans la Seconde Guerre mondiale, il est déjà en mission dans le golfe de Sollum, sous les ordres du lieutenant de vaisseau (,.) Mario Spano,. Le matin du 12 juin 1940, alors qu'il est immergé, il aperçoit un grand pétrolier naviguant, seul, vers Alexandrie, et tire une torpille sur lui, l'endommageant, mais le perdant de vue à cause du brouillard,. Deux jours plus tard, le sous-marin rentre au port.
Le 13 septembre, en mission à l'ouest de Zante et de Céphalonie, il tente d'attaquer trois destroyers avançant à grande vitesse et à une distance de 400 mètres, mais, repéré, il doit battre en retraite parce qu'un des navires manœuvrait pour contre-attaquer,.
Il effectue trois missions dans le golfe de Tarente, respectivement en octobre et novembre 1940 et en février 1941, puis opère en mer Égée, sans résultat. Le lieutenant de vaisseau Augusto Migliorini prend le commandement du sous-marin,.
Le 22 mars, dans le cadre des préparatifs de l'opération "Gaudo" - qui a ensuite abouti au désastre du cap Matapan - le Néréide est envoyé à 130 milles nautiques (240 km) au sud/sud-ouest d'Alexandrie, le 24 il se déplace à 80 milles nautiques (148 km) du port d'Alexandrie, deux jours plus tard il revient à la première position et y reste jusqu'au 31, sans détecter aucune unité ennemie.
Le 10 juillet, le Néréide est envoyé à l'est de Tinos (îles Cyclades) en patrouille anti-sous-marine, et le 16, dans la nuit, alors qu'il fait surface, il repère un sous-marin ennemi. Après avoir gardé ses distances, il lance deux torpilles et ouvre le feu avec son canon de pont et ses mitrailleuses. Une torpille est défectueuse, mais l'autre - apparemment - touche la cible à l'arrière de la tourelle (kiosque qui, se voyant attaqué, le sous-marin plonge,. Toutefois, il n'existe aucune trace de pertes ou de dommages subis par les sous-marins britanniques dans cette zone ou à cette époque,.
En juillet 1942, le Néréide opère dans le bassin oriental de la Méditerranée contre les convois britanniques entre les bases du Moyen-Orient et de l'Égypte, sans résultat car les cibles ne manquent pas, mais ils sont aussi lourdement escortés.
Le lieutenant de vaisseau Renato Scandola devient alors commandant de l'unité, le commandant Migliorini étant tombé gravement malade,.
Le 12 juillet 1943, il tombe sur un groupe de destroyers britanniques qui bombardaient la côte près de Taormine,. Après avoir plongé, il lance trois torpilles contre les unités britanniques, qui battent en retraite après avoir cessé le feu. Deux fortes détonations ont été entendues, mais le Nereide ne peut pas vérifier le résultat car il doit plonger entre-temps. Cependant, il n'y a pas de confirmation des résultats,.
Le lendemain matin, alors qu'il est au large d'Augusta, il repère trois destroyers engagés dans la recherche anti-sous-marine. Repéré à son tour, il doit plonger en profondeur. Il est ensuite soumis à une violente attaque aux grenades sous-marines, qui duré plusieurs heures. Remontant à la surface en raison des graves dégâts, il est immédiatement touché par les tirs des navires britanniques, avec de nombreux morts et blessés,. Abandonné par les survivants, le sous-marin coule peu après - vers 7h30 -, à une quarantaine de milles nautiques (75 km) à l'est d'Augusta,,.
15 sous-officiers et 6 marins perdent la vie, tandis que le reste de l'équipage (dont Franzone Saverio, le pilote du sous-marin) est secouru - et fait prisonnier - par les destroyers HMS Echo (H23) et HMS Ilex (D61),.
Pendant tout le conflit, le Nereide a effectué 25 missions offensives-exploratoires et 11 missions de transfert, pour un total de 18 121 milles nautiques (33 560 KM) en surface et 4 563 milles nautiques (8 450 km) sous l'eau.